# František Borgia Krásl
František Borgia Krásl (24. prosince 1844, Králův Dvůr – 27. července 1907, Praha) byl metropolitní probošt, zemský prelát, nositel titulu monsignore, poslanec, církevní historik a spisovatel.

## Životopis

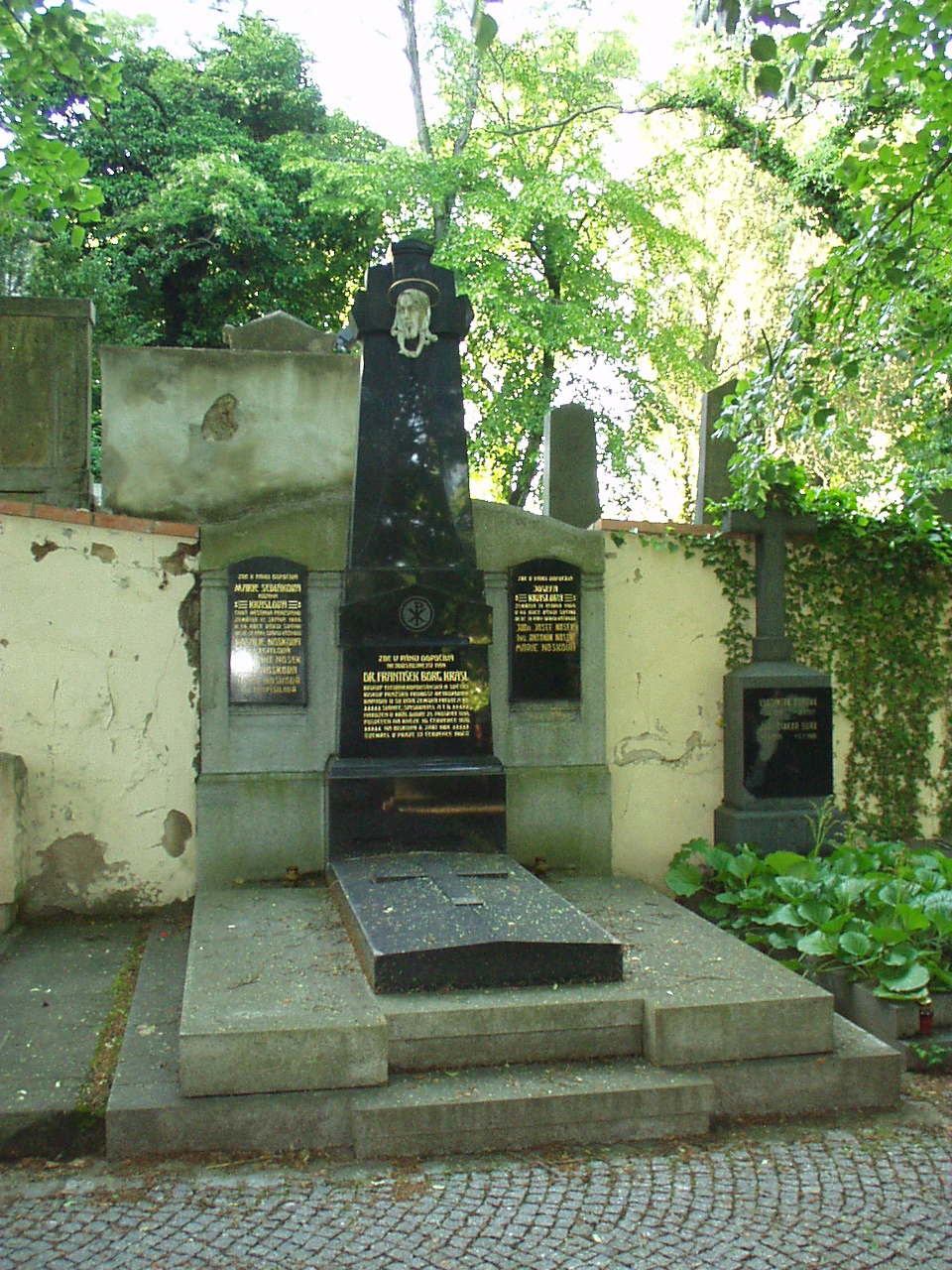
hrob msgre. ThDr. Františka Borgia Krásla na hřbitově Šárka v Praze

Kněžské svěcení přijal v roce 1870. Absolvoval pražskou teologickou fakultu. Zabýval se dějinami katolické církve v Čechách. V roce 1880 se habilitoval jako docent dogmatiky a přednášel nauku o svátostech a eschatologii.
V roce 1897 byl jmenován členem korespondentem I. třídy České akademie věd a umění císaře Františka Josefa I.
Později se věnoval životopisům českých světců. Publikoval mimo jiné monografii o svatém Prokopovi, monografii o Svatém Vojtěchovi, dále životopis blahoslaveného Hroznaty, redigoval časopisy Blahověst a Časopis katolického duchovenstva.
Jedenáct let byl prefektem arcibiskupského konviktu, dále provisorem arcibiskupského semináře, od roku 1884 metropolitním kanovníkem, od roku 1903 děkanem a od roku 1906 proboštem svatovítské kapituly.
Dne 8. září 1901 přijal biskupské svěcení, byl jmenován titulárním biskupem v Eleutheropolis v Palestině a nastoupil službu pražského světícího biskupa za národnost českou.
Po většinu své služby bydlel v kanovnickém domě čp.63/IV na Hradčanském náměstí, v letech 1890-1907 pak na Pražském hradě v domě čp. 35/IV v Jiřské ulici (naproti Jiřskému klášteru), kde mu domácnost vedla jeho sestra Josefa Kráslová (*1841).
Ve své kariéře spojil činnosti pastorační, publicistické i vědecké.

## Ocenění
Papež Lev XIII. mu na památku padesátého výročí svého kněžského svěcení udělil nejvyšší církevní vyznameníní Pro Ecclesia et Pontifice.

## Publikace
- články a redakce časopisu „Blahověst“, dramaturgie jeho vydavatelství „Katolicko-tiskový spolek“ (1880-1893)
- Arnošt hrabě Harrach, kardinál sv. církve římské a kníže arcibiskup pražský: historicko-kritické vypsání náboženských poměrů v Čechách od roku 1623-1667. Praha 1886
- Sv. Prokop, jeho klášter a památka u lidu. Praha 1895
- Blahoslavený Hroznata : jeho život a úcta v lidu českém. Praha 1898
- Sv. Vojtěch, druhý biskup pražský, jeho klášter i úcta u lidu. Praha 1898
- Dvě památná jubilea (papež Lev XIII. a císař František Josef I.), tisk projevu. Praha 1898